# Els Negrets de l'Alcúdia
Els Negrets és una activitat muixaranguera que fa balls i torres humanes al municipi valencià de l'Alcúdia (Ribera Alta).

## Història
La dansa o ball dels Negrets de L’Alcúdia potser es presenta encara hui com una de les més arcaiques conservades a la Ribera del Xúquer en la modalitat de dansa acrobàtica o de construcció de torres humanes, precedida per un ball pantomímic i burlesc, tal com en origen, sembla que era corrent a les comparses locals anomenades “moixigangues”, encarregades de donar ambient festiu a les grans celebracions.
Els Negrets, juntament amb els balls de “Els Cabuts”, “La Carxofa”, “Els Arquets”, “Els Pastorets”, “Els Tornejants” o “Els dansadors” ballen cada 7 de setembre a l'Entrà de la Mare de Déu de l’Oreto des de l’Hort de Manus, que és el lloc on la tradició ubica la casa dels Montagut. Els Montagut, senyors de la vila, portarien des de Roma la imatge per donació del papa Innocenci V en els anys immediats a la conquesta cristiana i l’atorgarien al poble de l’Alcúdia el setembre de 1276. Però fins a mitjan segle xx el repertori de danses rituals que conformen l’Entrà de la Mare de Déu en el dia de la vespra, participava exclusivament en el seguici processional del dia 8 de setembre, sent l’Entrà només la representació dramatitzada de l’acte de donació de la imatge mariana al poble, que normalment es duia a terme el dia de la Mare de Déu de matí.
Segons dades arreplegades pel diacà alcudienc Josep Chover i Madramany, l’any 1923, tot i partint de la documentació que encara es conservava a l’arxiu parroquial abans de la seua total destrucció durant la guerra civil, en 1767, durant les festes, i en concret, el dia 7 de setembre, festivitat de la Divina Aurora, es muntava a la plaça Major un entaulat on tindrien lloc tot un seguit d’espectacles d’entreteniment, i on per primera vegada es parla de “mogigange, compuesta de 16 mozos, y las ocho niñas peregrinas...” (que vindrien a ser el ball de la carxofa, o ball de cintetes).
Tal com es desprén d’aquesta notícia, les moixigangues, vindrien a ser comparses encarregades de donar ambient a les festes, independentment del fet de muntar o no muntar torres, una mena de joc carnestolesc que inclouria diversitat de números, i entre ells, segurament la pantomima de disfresses, màscares i acrobàcies que encara hui manté aquesta dansa.
Fins als anys 70 ataviats amb la indumentària llogada que per a “negrets” proveïa la Casa Insa, de València, els balladors visten una brusa ampla i uns pantalons llargs amb ratlles verdes i blanques transversals, una faixa blanca, mitjons i espardenyes negres. La cara pintada de negre i a la coroneta una diadema de tub folrat de tela blanca. Indumentària treta a la llum pel mateix Ajuntament de L’Alcúdia a les primeries dels anys 80, quan, amb els nous vents democràtics, aquesta i la resta de danses de l’Entrà i la Processó de la Mare de Déu, es van intentar recuperar com a senya d’identitat del poble.
El nombre de balladors varia, entre els 8 necessaris per a la dansa i el muntatge de la torre, fins als 16 o més, sense un nombre fixe, que van substituint-se en la part final del ball, la torre, que, per no comptar amb una pinya que funcione com a base, es fa pesada i complexa per als quatre dansadors que, sobre els seus muscles, suporten tot el seu pes.
La dansa que obri el número, s'executa al so del tabal i la dolçaina, que, amb una melodia derivada d’un antic “Dies irae, dies illa” que es cantava a L’Alcúdia fins a les primeres dècades del segle xx a les misses i aniversaris de difunts, hom acompanya amb la següent lletra:
“Pobret negret, pobret negret,
que menges figues en Massalet.
Pobret negret, pobret negret,
Que menges figues en Massalet.
Xivirivi corona, xivirivi capell,
Xivirivi com balla, el teniente coronel.
Animalot, animalot,
Ara que venen les figues,
Ara t’has mort,
Ja t’han fotut, ja t’han fotut,
Que t’han ficat dins l’ataüt,
Doneu-li terra, doneu-li terra,
I colgueu-lo prompte,
I digueu-li a l’amo
Que traga el compte.
Qui paga açò?
El qui plora”.
El ball consisteix en una coreografia simple basada en l'encreuament en ambdós sentits dels seus balladors, uns enfront dels altres, en dues fileres, amb les mans a l'esquena, al ritme de la música.
I acabada la dansa, es construeix la torre, de tres pisos, al so de la melodia coneguda com a “Muixeranga”. Quatre balladors formen la base abraçant-se pels muscles. I tres alçadors formen el segon pis, a dalt d’ells. Finalment corona la torre un huité dansador, normalment un xiquet, que es lleva la diadema del cap en forma de salutació posant els braços en creu. El número conegut com la “Campana” té lloc en desmuntar la torre, quan es despenja el dansador que la coronava per la part interior de la formació, tot i agafant-se pels braços dels muscles dels alçadors, deixant bambolejar el seu cos, simbolitzant-ne el batall.
Amb tot, la dansa dels Negrets de L’Alcúdia, malgrat restar lluny de l'espectacularitat que caracteritza les torres altes dels castellers o “ball de Valencians”, esdevé significativa per la peculiaritat de mantindre encara el tret burlesc de les antigues moixigangues, mitjançant una mena de paròdia dels soterrars, amb al·lusions a les autoritats reial, eclesiàstica i civil. Una comparsa emparentada amb el que es coneix com “ball de folls”, l’única que compta amb certes llicències a la processó per alterar la serietat pròpia de l’acte, tot i podent “pujar-se al be” uns dels altres, o asustant els xiquets amb el seu aspecte ennegrit als rostres.
El mode encara primitiu d’aixecar la torre final, de només tres pisos, i sense pinya a la base, formant una campana, sembla apuntar a les referències de més antiguitat conservades sobre aquesta dansa ja al segle xvii, amb motiu de la visita a Tarragona de Felip IV i Maria Isabel de Borbó l’any 1633.
El Ball dels Negrets ha patit diverses desaparicions, però la memòria transmesa dels balladors antics als nous, ha permès recuperar el ball, la música i la figura humana de la campana, la figura mes antiga datada. Hi ha memòria de que els negrets actuaren en 1954 tant a l'entrà com a la processó general. En aquell any el mestre es deia tio Rata i era veí del Raval.
En 1979 es va fer un recuperar els Negrets. La Muixeranga d’Algemesí va actuar en la processó de l'entrà. En 1984, un nou intent, iniciat per la regidoria de Cultura, va fer-se, sol·licitant a Pepe Ros, qui havia ballat trenta anys abans, que recuperés el ball dels negrets i las activitats que l’acompanyaven. Ros, ajudat per altres antics balladors, aconseguí recordar la música, la figura i el ball. Però els va negar la participació en la processó general i des d’aleshores només ho fan a la de l'entrà.
Després de la crisi de 2003, quant el balladors no varen voler actuar, en 2004 s'encetà un moviment de reforçament i expansió de l’activitat dels Negrets. S'incorporaren balladors adults i dones, i s'amplià el repertori.

## Activitat

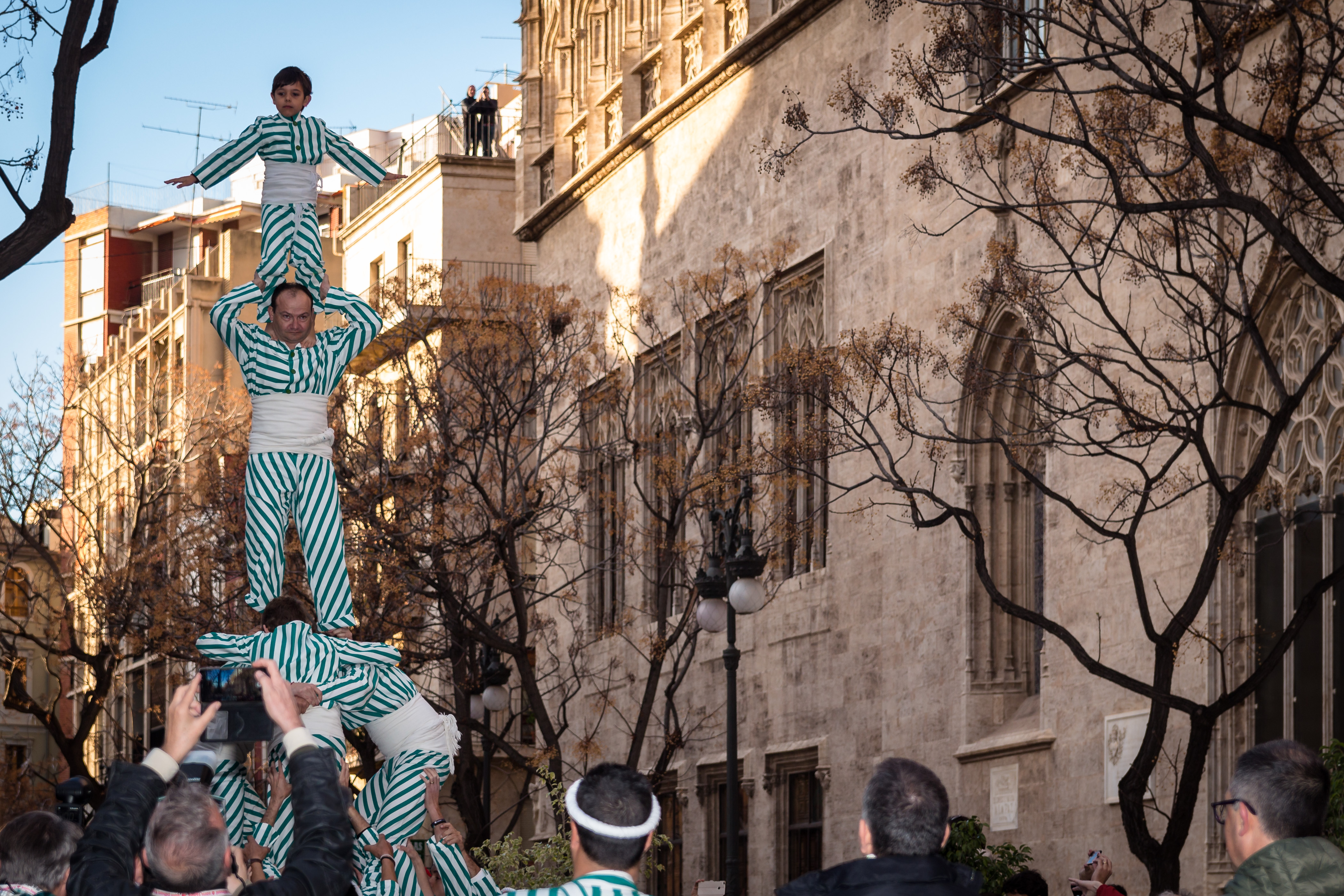
Els Negrets de l'Alcúdia a la cavalcada del Patrimoni a la ciutat de València, 2016

Els Negrets de l’Alcúdia només feien un ball i una construcció humana.

### El ball
El ball comença amb dues fileres que s'encreuen en ambdós sentits dels seus balladors, uns enfront dels altres, amb les mans a l'esquena, i agafats de les mans fent un rotgle al ritme de la música.
La música que acompanya es toca amb dolçaina i tabalet. La cançó té una lletra, que no s'utilitza en la representació pública. És una lletra burlesca tradicional, que fa burla de l’autoritat -religiosa, reial i militar- i de la mort. Una variant d’aquesta cançó es cantava als aniversaris i oficis de difunts a l’Alcúdia, acompanyant al ball de bastonets d’Algemesí, a Carcaixent amb la comparsa de pals i planxes, i també –deslligada de qualsevol dansa- a Xàtiva.

### La campana
Després de fer el ball, els negrets aixequen la campana.
La campana es una construcció humana d’estructura de 4-3-1. Els quatre balladors que formen la base formen un cercle agafats per l'esquena. Damunt en pugen tres més, agafats de la mateixa forma. Un xiquet es puja sobre estos últims, portant una diadema, la qual llança. El xiquet baixa per dins de la campana, imitant el batall.
Altra figura que fan els negrets, la campana oberta, es una derivació de la campana original, amb la mateixa estructura on en un primer moment, els del segon pis pujaven un segon xiquet, normalment del públic, amb el pas dels temps, s'ha consolidat aquesta figura, amb la mateixa estructura que la tipica figura, pero obrint-se completament.
L’acompanyament musical de la campana era tradicionalment amb dolçaina. La falta de dolçainers va fer els que hi havia tocaren músiques diverses per a diversos balls, totes seguides. Aleshores, s'adaptà la música per a clarinet, i durant uns anys els negrets ballaren a so d’aquest instrument. Més tard començaren a eixir més dolçainers, però no tocaven la música de la campana (anomenada el negrito), sinó la muixeranga d’Algemesí.

### Figures incorporades des de 2003
L’any 2004, els Negrets feren el ball i la campana, i després el pinet de tres altures. El 2005 feren la roscana, la seua primera figura de quatre altures (4-3-1-1). Posteriorment farien altres muixerangues de quatre altures, com la desplegada, el castell, la torre, el pinet doble o l’aixecat. També feren figures de cinc altures, con l’alta, la trobada o la florentina (6-4-2-1-1).

## Participació
Com a la majoria de colles muixerangueres, tenen la figura del mestre com persona responsable. També s'encarregava del reclutament dels balladors, que originalment eren xiquets prou joves, ja que quan feien quinze o setze anys s'ho deixaven perquè consideraven que allò de ballar no era activitat d’homes. A més faltava disciplina en el grup, de manera que sovint calia anar a buscar als xics a les seues cases. Fins i tot en 2003 es negaren a participar-hi.
A causa d’aquest esdeveniment, l'any 2004 l’activitat dels Negrets va modificar-se. Tornaren antics balladors i per primera vegada s'hi afegiren adults i dones, de manera que la colla va incloure famílies senceres, reforçant la vida social del grup.
Es considera que els Negrets tenen poca organització com associació i per als assajos, en comparació amb altres colles. De tota manera, han incorporat elements d'altres grups. També adopten mesures de seguretat de la mateixa manera, com ara l’ús del casc per als xiquets en figures de quatre o més altures.

## Vestit
Els balladors vesteixen una brusa ampla i uns pantalons llargs amb ratlles verdes i blanques transversals, una faixa blanca, mitjons i espardenyes negres, amb la cara pintada de negre i a la coroneta una diadema de tub folrat de tela blanca, indumentària treta a la llum pel mateix Ajuntament de l’Alcúdia a les primeries dels anys 80.
Abans es vestien amb roba llogada a València, a l'empresa Casa Insa, relació que consta documentalment des del segle xix.

## Aspecte burlesc
La dansa dels Negrets de l’Alcúdia esdevé significativa per la peculiaritat de mantindre el tret burlesc de les antigues moixigangues.
La burla és una component tradicional en els Negrets de l’Alcúdia. La seua música tradicional d’assaig –que no poden cantar en les actuacions públiques- és una burla de diferents autoritats i de la mort. Els Negrets actuen amb la cara pintada de negre –òbviament- i tenen un comportament irreverent. Una broma tradicional era apropar-se als coneguts i donar-lis un petó, tacant-los. Aquest esperit irreverent ha fet que no se’ls deixés participar en la processó general.